# 1992 a jogalkotásban
1992-ben az alábbi jogszabályokat alkották meg:

## Magyarország

### Törvények
- 1992. évi I. törvény 	 a szövetkezetekről
- 1992. évi II. törvény 	 a szövetkezetekről szóló 1992. évi I. törvény hatálybalépéséről és az átmeneti szabályokról
- 1992. évi III. törvény 	 a családi pótlékról szóló 1990. évi XXV. törvény módosításáról
- 1992. évi IV. törvény 	 az iparjogvédelmi eljárások igazgatási szolgáltatási díjáról
- 1992. évi V. törvény 	 az árak megállapításáról szóló 1990. évi LXXXVII. törvény módosításáról
- 1992. évi VI. törvény 	 a szövetkezetekről szóló 1992. évi I. törvény hatálybalépéséről és az átmeneti szabályokról szóló 1992. évi II. törvény módosításáról
- 1992. évi VII. törvény 	 a Magyar Népköztársaság és a Román Szocialista Köztársaság között a kettős állampolgárság eseteinek megoldásáról és megelőzéséről Bukarestben, 1979. július 13-án aláírt Egyezmény kihirdetéséről szóló 1980. évi 2. törvényerejű rendelet hatályon kívül helyezéséről
- 1992. évi VIII. törvény 	 a Magyar Népköztársaság és a Bolgár Népköztársaság között a kettős állampolgárságú személyek állampolgárságának rendezéséről Szófiában, 1958. június 27-én aláírt Egyezmény kihirdetésére vonatkozó 1959. évi 27. törvényerejű rendelet hatályon kívül helyezéséről
- 1992. évi IX. törvény 	 a társadalombiztosításról szóló 1975. évi II. törvény módosításáról és kiegészítéséről
- 1992. évi X. törvény 	 a Társadalombiztosítási Alap 1992. évi költségvetéséről, valamint a Társadalombiztosítási Alapról szóló 1988. évi XXI. törvény módosításáról
- 1992. évi XI. törvény 	 az 1963 és 1989 között elkövetett egyes állam és közrend elleni bűncselekmények miatt történt elítélések semmissé nyilvánításáról
- 1992. évi XII. törvény 	 a kisajátítással összefüggő jogszabályok egyes rendelkezéseinek hatályon kívül helyezéséről
- 1992. évi XIII. törvény 	 a büntető jogszabályok módosításáról
- 1992. évi XIV. törvény 	 a Magyar Köztársaság 1992. évi költségvetéséről és az államháztartás vitelének  1992. évi szabályairól szóló 1991. évi XCI. törvény módosításáról
- 1992. évi XV. törvény 	 a foglalkoztatás elősegítéséről és a munkanélküliek ellátásáról szóló 1991. évi IV. törvény módosításáról
- 1992. évi XVI. törvény 	 a házasságról, a családról és a gyámságról szóló 1952. évi IV. törvény módosításáról
- 1992. évi XVII. törvény 	 a földről szóló 1987. évi I. törvény kiegészítéséről rendelkező 1991. évi XIII. törvény módosításáról
- 1992. évi XVIII. törvény 	 az üzemanyagok környezetvédelmi termékdíjáról
- 1992. évi XIX. törvény 	 a Bolgár Népköztársaság, a Magyar Népköztársaság, a Német Demokratikus Köztársaság, a Mongol Népköztársaság, a Lengyel Népköztársaság, a Román Szocialista Köztársaság, a Szovjet Szocialista Köztársaságok Szövetsége és a Csehszlovák Szocialista Köztársaság Kormánya között Moszkvában, 1969. február 27-én aláírt, a Nemzetközi Tudományos és Műszaki Tájékoztatási Központ alapításáról szóló egyezmény kihirdetéséről szóló 1970. évi 11. törvényerejű rendelet hatályon kívül helyezéséről
- 1992. évi XX. törvény 	 a magánszemélyek jövedelemadójáról szóló 1991. évi XC. törvény módosításáról
- 1992. évi XXI. törvény 	 az önhibájukon kívül hátrányos helyzetbe került önkormányzatok kiegészítő állami támogatásáról szóló 1991. évi LIV. törvény módosításáról
- 1992. évi XXII. törvény 	 a munka törvénykönyvéről
- 1992. évi XXIII. törvény 	 a köztisztviselők jogállásáról
- 1992. évi XXIV. törvény 	 a tulajdonviszonyok rendezése érdekében, az állam által az állampolgárok tulajdonában az 1939. május 1-jétől 1949. június 8-ig terjedő időben alkotott jogszabályok alkalmazásával igazságtalanul okozott károk részleges kárpótlásáról, egységes szerkezetben a végrehajtásáról szóló 92/1992. (VI. 10.) Korm. rendelettel
- 1992. évi XXV. törvény 	 a távközlési alaphálózattal összefüggő egyes törvények módosításáról
- 1992. évi XXVI. törvény 	 a helyi önkormányzatok 1992. évi címzett és céltámogatásáról
- 1992. évi XXVII. törvény 	 a Magyar Népköztársaság Kormánya és a Brazil Szövetségi Köztársaság Kormánya között a kettős adóztatás elkerülésére és az adóztatás kijátszásának megakadályozására a jövedelemadó területén Budapesten, az 1986. évi június hó 20. napján aláírt Egyezmény kihirdetéséről
- 1992. évi XXVIII. törvény 	 a Magyar Népköztársaság Kormánya és a Koreai Köztársaság Kormánya között a kettős adóztatás elkerülésére és az adóztatás kijátszásának megakadályozására a jövedelemadó területén Budapesten, az 1989. évi március hó 29. napján aláírt Egyezmény kihirdetéséről
- 1992. évi XXIX. törvény 	 az önhibájukon kívül hátrányos helyzetbe került települési önkormányzatok kiegészítő állami támogatásáról
- 1992. évi XXX. törvény 	 az Útalapról
- 1992. évi XXXI. törvény 	 a kárpótlási jegyek életjáradékra váltásáról, egységes szerkezetben az eljárási szabályokról szóló 87/1992. (V. 29.) Korm. rendelettel
- 1992. évi XXXII. törvény 	 az életüktől és szabadságuktól politikai okból jogtalanul megfosztottak kárpótlásáról, egységes szerkezetben a végrehajtásáról szóló 111/1992. (VII. 1.) Korm. rendelettel
- 1992. évi XXXIII. törvény 	 a közalkalmazottak jogállásáról
- 1992. évi XXXIV. törvény 	 a helyi önkormányzatok 1992. évi kiegészítő céltámogatásáról
- 1992. évi XXXV. törvény 	 a vámjog szabályozásáról szóló 1966. évi 2. törvényerejű rendelet és az adózás rendjéről szóló 1990. évi XCI. törvény módosításáról
- 1992. évi XXXVI. törvény 	 a köztársasági elnök tiszteletdíjáról
- 1992. évi XXXVII. törvény 	 az elmúlt rendszerhez kötődő egyes társadalmi szervezetek vagyonelszámoltatásáról szóló 1990. évi LXXIII. törvény módosításáról
- 1992. évi XXXVIII. törvény 	 az államháztartásról
- 1992. évi XXXIX. törvény 	 a vízügyi és egyes közlekedési törvények, törvényerejű rendeletek módosítása a koncesszióról szóló 1991. évi XVI. törvénnyel összefüggésben
- 1992. évi XL. törvény 	 a Magyar Népköztársaság és a Csehszlovák Szocialista Köztársaság között a Gabcikovo-Nagymarosi Vízlépcsőrendszer megvalósításáról és üzemeltetéséről Budapesten, 1977. évi szeptember hó 16. napján aláírt Szerződést kihirdető 1978. évi 17. törvényerejű rendelet, valamint a Szerződés módosításáról Prágában, 1983. évi október hó 10. napján aláírt Jegyzőkönyvet kihirdető 1984. évi 6. törvényerejű rendelet hatályon kívül helyezéséről
- 1992. évi XLI. törvény 	 a devizagazdálkodásról szóló 1974. évi 1. törvényerejű rendelet módosításáról
- 1992. évi XLII. törvény 	 az állami népességnyilvántartás működésének átmeneti szabályairól szóló 1991. évi LXXXVII. törvény módosításáról
- 1992. évi XLIII. törvény 	 a Magyar Köztársaság 1992. évi költségvetéséről és az államháztartás vitelének  1992. évi szabályairól szóló 1991. évi XCI. törvény módosításáról
- 1992. évi XLIV. törvény 	 a Munkavállalói Résztulajdonosi Programról
- 1992. évi XLV. törvény 	 a postáról
- 1992. évi XLVI. törvény 	 az Állami Számvevőszékről szóló 1989. évi XXXVIII. törvény módosításáról
- 1992. évi XLVII. törvény 	 a szakszervezeti vagyon védelméről, a munkavállalók szervezkedési és szervezeteik működési esélyegyenlőségéről szóló 1991. évi XXVIII. törvény módosításáról
- 1992. évi XLVIII. törvény 	 a társadalombiztosításról szóló 1975. évi II. törvény módosításáról
- 1992. évi XLIX. törvény 	 a kárpótlási jegy termőföldtulajdon megszerzésére történő felhasználásának egyes kérdéseiről
- 1992. évi L. törvény 	 a szövetkezetekről szóló 1992. évi I. törvény hatálybalépéséről és az átmeneti szabályokról szóló 1992. évi II. törvény módosításáról
- 1992. évi LI. törvény 	 a Magyar Nemzeti Üdülési Alapítvány javára felajánlott vagyonról
- 1992. évi LII. törvény 	 a nemzeti gondozásról
- 1992. évi LIII. törvény 	 a tartósan állami tulajdonban maradó vállalkozói vagyon kezeléséről és hasznosításáról
- 1992. évi LIV. törvény 	 az időlegesen állami tulajdonban levő vagyon értékesítéséről, hasznosításáról és védelméről
- 1992. évi LV. törvény 	 az állam vállalkozói vagyonára vonatkozó törvényekkel összefüggő jogszabályok módosításáról
- 1992. évi LVI. törvény 	 a családi pótlékról szóló 1990. évi XXV. törvény módosításáról
- 1992. évi LVII. törvény 	 a Magyar Népköztársaság és a Török Köztársaság között a polgári és kereskedelmi jogsegélyről szólóan létrejött, Ankarában, 1988. évi június 6. napján aláírt szerződés kihirdetéséről
- 1992. évi LVIII. törvény 	 a társadalombiztosításról szóló 1975. évi II. törvény módosításáról
- 1992. évi LIX. törvény 	 az illetékekről szóló 1990. évi XCIII. törvény módosításáról
- 1992. évi LX. törvény 	 a Társadalombiztosítási Alap 1991. évi költségvetésének a végrehajtásáról, valamint a tartalékalapok biztosítási ágak közötti megosztásáról
- 1992. évi LXI. törvény	 helyi bíróságok létesítéséről
- 1992. évi LXII. törvény 	 a Magyar Köztársaság 1991. évi állami költségvetésének végrehajtásáról
- 1992. évi LXIII. törvény 	 a személyes adatok védelméről és a közérdekű adatok nyilvánosságáról
- 1992. évi LXIV. törvény 	 a társadalombiztosítás önkormányzati igazgatásáról szóló 1991. évi LXXXIV. törvény, a munka törvénykönyvéről szóló 1992. évi XXII. törvény, valamint a közalkalmazottak jogállásáról szóló 1992. évi XXXIII. törvény módosításáról
- 1992. évi LXV. törvény 	 a bírák, az ügyészek, a bírósági és az ügyészségi dolgozók előmeneteléről és javadalmazásáról szóló 1990. évi LXXXVIII. törvény módosításáról
- 1992. évi LXVI. törvény 	 a polgárok személyi adatainak és lakcímének nyilvántartásáról, egységes szerkezetben a végrehajtásáról szóló 146/1993. (X. 26.) Korm. rendelettel
- 1992. évi LXVII. törvény 	 a Társadalombiztosítási Alap 1992. évi költségvetéséről, valamint a Társadalombiztosítási Alapról szóló 1988. évi XXI. törvény módosításáról szóló 1992. évi X. törvény módosításáról
- 1992. évi LXVIII. törvény 	 a Polgári perrendtartásról szóló 1952. évi III. törvényben és az ehhez kapcsolódó jogszabályokban a felülvizsgálati eljárás megteremtéséről
- 1992. évi LXIX. törvény 	 a büntetőeljárásról szóló 1973. évi I. törvényben a felülvizsgálati eljárás megteremtéséről
- 1992. évi LXX. törvény 	 a Magyar Köztársaság 1992. évi pótköltségvetéséről
- 1992. évi LXXI. törvény 	 a fogyasztási adóról és a fogyasztói árkiegészítésről szóló, az 1991. évi XCI. törvénnyel módosított 1991. évi LXXVIII. törvény módosításáról
- 1992. évi LXXII. törvény 	 a távközlésről
- 1992. évi LXXIII. törvény 	 a társasági adóról szóló 1991. évi LXXXVI. törvény módosításáról
- 1992. évi LXXIV. törvény 	 az általános forgalmi adóról
- 1992. évi LXXV. törvény 	 a magánszemélyek jövedelemadójáról szóló 1991. évi XC. törvény módosításáról
- 1992. évi LXXVI. törvény 	 a helyi adókról szóló 1990. évi C. törvény módosításáról
- 1992. évi LXXVII. törvény 	 az adózás rendjéről szóló 1990. évi XCI. törvény módosításáról
- 1992. évi LXXVIII. törvény 	 a közúti közlekedésről szóló 1988. évi I. törvény módosításáról
- 1992. évi LXXIX. törvény 	 a magzati élet védelméről [1]
- 1992. évi LXXX. törvény 	 a Magyar Köztársaság 1993. évi költségvetéséről [2]
- 1992. évi LXXXI. törvény 	 a pártok működéséről és gazdálkodásáról szóló 1989. évi XXXIII. törvény módosításáról [2]
- 1992. évi LXXXII. törvény 	 a Világkiállítási és a hozzákapcsolódó Fejlesztési Alapról [3]
- 1992. évi LXXXIII. törvény 	 egyes elkülönített állami pénzalapokról [3]
- 1992. évi LXXXIV. törvény 	 a társadalombiztosítás pénzügyi alapjairól és azok 1993. évi költségvetéséről [3]
- 1992. évi LXXXV. törvény 	 az Útalapról szóló 1992. évi XXX. törvény módosításáról [3]
- 1992. évi LXXXVI. törvény 	 a Magyar Köztársaság 1992. évi költségvetéséről és az államháztartás vitelének 1992. évi szabályairól szóló 1991. évi XCI. törvény módosításáról [4]
- 1992. évi LXXXVII. törvény 	 a megyei (fővárosi) földművelésügyi hivataloknak a szövetkezetekről szóló 1992. évi I. törvény hatálybalépéséről és az átmeneti szabályokról szóló 1992. évi II. törvény végrehajtásával kapcsolatos feladatairól [4]
- 1992. évi LXXXVIII. törvény 	 a földművelésügyi alapokról [4]
- 1992. évi LXXXIX. törvény 	 a helyi önkormányzatok címzett és céltámogatási rendszeréről [4]

### Országgyűlési határozatok (92)
- 1/1992. (II. 10.) OGY határozat a társadalmi szervezetek, a nemzeti és etnikai kisebbségi szervezetek, valamint az egyházak költségvetési támogatására szolgáló pénzeszközök elosztásának bizottsági előkészítéséről
- 2/1992. (II. 14.) OGY határozat az Egészségügyi Felügyelő Bizottság és a Nyugdíjbiztosítási Felügyelő Bizottság tagjainak megválasztásáról
- 3/1992. (II. 21.) OGY határozat az egyházak közvetlen állami támogatására jóváhagyott 1992. évi költségvetési keret felosztásáról
- 4/1992. (II. 21.) OGY határozat bizottsági tagok megválasztásáról
- 5/1992. (II. 28.) OGY határozat országgyűlési bizottsági tagok megválasztásáról
- 6/1992. (III. 11.) OGY határozat ENSZ békefenntartó erők (UNPROFOR) magyarországi átvonulásáról
- 7/1992. (III. 11.) OGY határozat a Papíripari Vállalat állami kölcsön törlesztésének átütemezéséről
- 8/1992. (III. 11.) OGY határozat a nyugellátások, baleseti nyugellátások és egyéb ellátások emeléséről, illetőleg kiegészítéséről
- 9/1992. (III. 21.) OGY határozat a fegyverkereskedelmi törvény megalkotásáról
- 10/1992. (IV. 4.) OGY határozat országgyűlési bizottsági tagok megválasztásáról
- 11/1992. (IV. 4.) OGY határozat az Országgyűlés jegyzőjének személyében történt változásról
- 12/1992. (IV. 4.) OGY határozat a Magyar Népköztársaság és a Csehszlovák Szocialista Köztársaság között a Bős-Nagymarosi Vízlépcsőrendszer megvalósításáról és üzemeltetéséről kötött 1977. évi szerződésről
- 13/1992. (IV. 10.) OGY határozat országgyűlési bizottsági tagok megválasztásáról
- 14/1992. (IV. 21.) OGY határozat a Magyar Köztársaság és Ausztrália között a beruházások kölcsönös elősegítéséről és védelméről budapesten, 1991. augusztus 15-én aláírt Megállapodás megerősítéséről
- 15/1992. (IV. 21.) OGY határozat a Magyar Köztársaság és Ausztrália között a kettős adóztatás elkerülésére és az adóztatás kijátszásának megakadályozására a jövedelemadók területén Canberrában, 1990. november 29-én aláírt Egyezmény megerősítéséről
- 16/1992. (IV. 21.) OGY határozat a Magyar Népköztársaság Kormánya és az Uruguay Keleti Köztársaság Kormánya között a beruházások elősegítéséről és kölcsönös védelméről Budapesten, az 1989. évi augusztus hó 25. napján aláírt Megállapodás megerősítéséről
- 17/1992. (IV. 21.) OGY határozat a Magyar Köztársaság és a Spanyol Királyság között a beruházások elősegítéséről és kölcsönös védelméről Budapesten, az 1989. évi november hó 9. napján aláírt Megállapodás megerősítéséről
- 18/1992. (IV. 21.) OGY határozat a Magyar Köztársaság és Kuwait állam között a beruházások elősegítéséről és kölcsönös védelméről Kuwaitban, az 1989. évi november hó 8. napján aláírt megállapodás megerősítéséről
- 19/1992. (IV. 21.) OGY határozat a Magyar Népköztársaság Kormánya és az Uruguayi Keleti Köztársaság Kormánya között a kettős adóztatás elkerülésére a jövedelem és vagyonadók területén Montevideoban, az 1988. évi október hó 25. napján aláírt Egyezmény megerősítéséről
- 20/1992. (V. 26.) OGY határozat a nemzeti és etnikai kisebbségi szervezetek költségvetési támogatásáról
- 21/1992. (V. 26.) OGY határozat mentelmi jog felfüggesztéséről
- 22/1992. (V. 26.) OGY határozat mentelmi jog fenntartásáról
- 23/1992. (V. 26.) OGY határozat az 1990. évi állami költségvetés végrehajtásával összefüggésben tett állami számvevőszéki javaslatokra vonatkozó intézkedésekről
- 24/1992. (V. 26.) OGY határozat a Lágymányosi Dunahíd és csatlakozó úthálózata megvalósításáról
- 25/1992. (VI. 2.) OGY határozat mentelmi jog felfüggesztéséről
- 26/1992. (VI. 10.) OGY határozat egyes saját jogú nyugdíjak emeléséről
- 27/1992. (VI. 12.) OGY határozat a Dorogi Szénbányák Vállalat állami alapjuttatással kapcsolatos tartozásának rendezéséről
- 28/1992. (VI. 12.) OGY határozat a Magyar Népköztársaság Kormánya és az Indonéz Köztársaság Kormánya között a kettős adóztatás elkerülésére és az adóztatás kijátszásának megakadályozására a jövedelemadók területén Dzsakartában, 1989. október 19-én aláírt Egyezmény megerősítéséről
- 29/1992. (VI. 12.) OGY határozat a Magyar Köztársaság és Izrael Állam között a beruházások elősegítéséről és kölcsönös védelméről Jeruzsálemben, 1991. május 14-én aláírt megállapodás megerősítéséről
- 30/1992. (VI. 12.) OGY határozat a Magyar Köztársaság és Izrael Állam között a kettős adóztatás elkerülésére és az adóztatás kijátszásának megakadályozására a jövedelemadók területén Jeruzsálemben, 1991. május 14-én aláírt Egyezmény megerősítéséről
- 31/1992. (VI. 12.) OGY határozat a Magyar Köztársaság és a Francia Köztársaság közötti egyetértésről és barátságról szóló szerződés megerősítéséről
- 32/1992. (VI. 12.) OGY határozat a Magyar Köztársaság és a Lengyel Köztársaság közötti baráti és jószomszédsági együttműködésről szóló, Krakkóban, 1991. október 6-án aláírt Szerződés megerősítéséről
- 33/1992. (VI. 12.) OGY határozat a Magyar Köztársaság és a Németországi Szövetségi Köztársaság között a baráti együttműködésről és az európai partnerségről szóló, 1992. február 6-án aláírt Szerződés megerősítéséről
- 34/1992. (VI. 12.) OGY határozat a Magyar Köztársaság és Ukrán Szovjet Szocialista Köztársaság között Budapesten, 1991. május 31-én aláírt konzuli egyezmény megerősítéséről
- 35/1992. (VI. 19.) OGY határozat országgyűlési bizottsági tag megválasztásáról
- 36/1992. (VI. 26.) OGY határozat mentelmi jog felfüggesztéséről
- 37/1992. (VI. 26.) OGY határozat mentelmi jog felfüggesztéséről
- 38/1992. (VI. 26.) OGY határozat mentelmi jog felfüggesztéséről
- 39/1992. (VI. 29.) OGY határozat mentelmi jog felfüggesztéséről
- 40/1992. (VI. 29.) OGY határozat mentelmi jog fenntartásáról
- 41/1992. (VI. 29.) OGY határozat mentelmi jog fenntartásáról
- 42/1992. (VI. 29.) OGY határozat az egészséges ivóvízellátást elősegítő programról
- 43/1992. (VI. 29.) OGY határozat a Kormány munkájáról szóló beszámoló országgyűlési vitájáról
- 44/1992. (VI. 29.) OGY határozat' a társadalmi szervezetek költségvetési támogatásáról
- 45/1992. (VI. 29.) OGY határozat országgyűlési bizottsági tagok megválasztásáról
- 46/1992. (VI. 29.) OGY határozat az egyházak 1992. évi céltámogatásának felosztásáról
- 47/1992. (VI. 29.) OGY határozat az Országgyűlés bizottságainak létrehozásáról, tisztségviselőinek és tagjainak megválasztásáról szóló 41/1990. (V. 18.) OGY határozat módosításáról
- 48/1992. (IX. 10.) OGY határozat a Magyar Köztársaság Kormánya és a Kínai Népköztársaság között a beruházások elősegítéséről és kölcsönös védelméről Budapesten, 1991. május 29-én aláírt Megállapodás megerősítéséről
- 49/1992. (IX. 10.) OGY határozat a Magyar Köztársaság Kormánya és a Marokkói Királyság Kormánya között a kettős adóztatás elkerülésére és az adóztatás kijátszásának megakadályozására a jövedelemadók területén Rabatban, 1991. december 12-én aláírt Egyezmény megerősítéséről
- 50/1992. (IX. 10.) OGY határozat a Magyar Köztársaság Kormánya és a Marokkói Királyság Kormánya között a beruházások kölcsönös elősegítéséről és védelméről Rabatban, 1991. december 12-én aláírt Megállapodás megerősítéséről
- 51/1992. (IX. 11.) OGY határozat az Országgyűlés Házszabályairól szóló 8/1989. (VI. 8.) OGY határozat módosításáról
- 52/1992. (IX. 26.) OGY határozat mentelmi jog fenntartásáról
- 53/1992. (X. 1.) OGY határozat a társadalombiztosítással kapcsolatos kormányzati feladatokról
- 54/1992. (X. 1.) OGY határozat országgyűlési bizottsági tag megválasztásáról
- 55/1992. (X. 1.) OGY határozat az Egyezmény a gyermek jogairól magyar jogrendbe illesztése tárgyában hozott 47/1991. (IX. 15.) OGY határozat módosításáról
- 56/1992. (X. 2.) OGY határozat a hágai Nemzetközi Bíróság kötelező joghatóságának elismeréséről
- 57/1992. (X. 15.) OGY határozat az emberi jogok és alapvető szabadságok védelméről szóló Egyezmény megerősítéséről
- 58/1992. (X. 16.) OGY határozat a Magyar Népköztársaság Kormánya és Malaysia Kormánya között a kettős adóztatás elkerülésére és az adóztatás kijátszásának megakadályozására, a jövedelemadók területén, Budapesten, 1989. május 22-én aláírt Megállapodás megerősítéséről
- 59/1992. (X. 16.) OGY határozat a központi igazgatási kiadások csökkentéséről
- 60/1992. (X. 16.) OGY határozat a Mecseki Ércbányászati Vállalat államkölcsön adósságának rendezéséről
- 61/1992. (X. 16.) OGY határozat a Magyar Köztársaság Kormánya és a Norvég Királyság Kormánya között a beruházások ösztönzéséről és kölcsönös védelméről Oslóban, 1991. április 8-án aláírt Megállapodás megerősítéséről
- 62/1992. (X. 16.) OGY határozat a Magyar Köztársaság és Málta között a kettős adóztatás elkerüléséről Budapesten, 1991. augusztus 6-án aláírt Egyezmény megerősítéséről
- 63/1992. (X. 16.) OGY határozat a Magyar Köztársaság Kormánya és a Török Köztársaság Kormánya között a beruházások kölcsönös ösztönzéséről és védelméről Ankarában, 1992. január 14-én aláírt Megállapodás megerősítéséről
- 64/1992. (X. 16.) OGY határozat a társadalmi szervezetek, a nemzeti és etnikai kisebbségi szervezetek, valamint az egyházak költségvetési támogatására szolgáló pénzeszközök elosztásának bizottsági előkészítéséről szóló 1/1992. (II. 10.) OGY határozat módosításáról
- 65/1992. (X. 16.) OGY határozat az Országgyűlés Házszabályainak módosításáról és egységes szövegéről szóló 8/1989. (VI. 8.) OGY határozat módosításáról
- 66/1992. (X. 16.) OGY határozat Tiszaderzs Község Önkormányzati Képviselő-testülete feloszlatásáról
- 67/1992. (X. 22.) OGY határozat az Országgyűlés bizottságairól, tisztségviselőiről és tagjairól
- 68/1992. (X. 22.) OGY határozat országgyűlési bizottsági tagok megválasztásáról
- 69/1992. (XI. 6.) OGY határozat A Szigetköz természetvédelmi, környezetvédelmi tájvédelmi és területfejlesztési kérdése tárgyában
- 70/1992. (XI. 6.) OGY határozat az Országgyűlés bizottságairól, tisztségviselőiről és tagjairól szóló 67/1992. (X. 22.) OGY határozat módosításáról
- 71/1992. (XI. 6.) OGY határozat az 1992. évi Vagyonpolitikai Irányelvekről
- 72/1992. (XI. 6.) OGY határozat mentelmi jog megsértése ügyében
- 73/1992. (XI. 6.) OGY határozat mentelmi jog megsértése ügyében
- 74/1992. (XI. 6.) OGY határozat az Országgyűlés Házszabályainak módosításáról és egységes szövegéről szóló 8/1989. (VI. 8.) OGY határozat módosításáról
- 75/1992. (XI. 6.) OGY határozat az Országgyűlés Házszabályainak módosításáról és egységes szövegéről szóló 8/1989. (VI. 8.) OGY határozat módosításáról
- 76/1992. (XI. 6.) OGY határozat a nemzeti és etnikai kisebbségi szervezetek költségvetési támogatásából elkülönített tartalékalap elosztásáról
- 77/1992. (XI. 12.) OGY határozat az Országos Érc- és Ásványbányák használt akkumulátor feldolgozó üzemével kapcsolatos járadékfizetési kötelezettség átütemezéséről
- 78/1992. (XI. 12.) OGY határozat a társadalmi szervezetek, a nemzeti és etnikai kisebbségi szervezetek, valamint az egyházak költségvetési támogatására szolgáló pénzeszközök elosztásának bizottsági előkészítéséről szóló 1/1992. (II. 10.) OGY határozat módosításáról
- 79/1992. (XI. 20.) OGY határozat az 1992. évi költségvetés alakulásáról, az államháztartás helyzetéről
- 80/1992. (XI. 25.) OGY határozat a Magyar Köztársaság és az Európai Közösségek és azok tagállamai között társulás létesítéséről szóló, Brüsszelben, 1991. december 16-án aláírt Európai Megállapodás megerősítéséről
- 81/1992. (XI. 25.) OGY határozat országgyűlési bizottsági tagok megválasztásáról
- 82/1992. (XII. 4.) OGY határozat a Kormány foglalkoztatáspolitikai koncepciójának benyújtásáról
- 83/1992. (XII. 4.) OGY határozat mentelmi jog fenntartásáról
- 84/1992. (XII. 4.) OGY határozat mentelmi jog fenntartásáról
- 85/1992. (XII. 4.) OGY határozat országgyűlési bizottsági tag megválasztásáról
- 86/1992. (XII. 17.) OGY határozat mentelmi jog fenntartásáról
- 87/1992. (XII. 17.) OGY határozat mentelmi jog fenntartásáról
- 88/1992. (XII. 23.) OGY határozat országgyűlési bizottsági tag megválasztásáról [1]
- 89/1992. (XII. 30.) OGY határozat mentelmi jog fenntartásáról [3]
- 90/1992. (XII. 31.) OGY határozat a Magyar Televízió 1 milliárd forint zárolt költségvetési támogatásának rendezéséről [4]
- 91/1992. (XII. 31.) OGY határozat a Ganz Gépgyár Holding Kft. járadékfizetési kötelezettségének részbeni elengedéséről és átütemezéséről
- 92/1992. (XII. 31.) OGY határozat a DUNAFERR DV Rt. járadékfizetési kötelezettségének részbeni elengedéséről és átütemezéséről

### Kormányrendeletek

#### Január
- 1/1992. (I. 1.) Korm. rendelet a munka törvénykönyve végrehajtásáról szóló 48/1979. (XII. 1.) MT rendelet módosításáról
- 2/1992. (I. 6.) Korm. rendelet 	 a Vízügyi Alapról
- 3/1992. (I. 6.) Korm. rendelet 	 a Magyar Űrkutatási Iroda létrehozásáról
- 4/1992. (I. 13.) Korm. rendelet 	 az egyéni és szervezett turizmus céljára szolgáló külföldi fizetőeszköz és menetjegy megvásárlásának szabályairól szóló 118/1990. (XII. 27.) Korm. rendelet módosításáról
- 5/1992. (I. 13.) Korm. rendelet 	 az egyes művészeti tevékenységeket folytatók öregségi nyugdíjra jogosultságáról
- 6/1992. (I. 16.) Korm. rendelet 	 a kiegészítő hadigondozotti pénzellátásról
- 7/1992. (I. 16.) Korm. rendelet 	 az államtitokról és a szolgálati titokról szóló 1987. évi 5. törvényerejű rendelet végrehajtására kiadott 17/1987. (VI. 9.) MT rendelet módosításáról
- 8/1992. (I. 16.) Korm. rendelet 	 az 1991. évi LXXXIV. törvény végrehajtásához szükséges átmeneti intézkedésekről
- 9/1992. (I. 16.) Korm. rendelet 	 az 1992. évi Colombo 92., Genovai Szak-Világkiállítás magyar kormánybiztosának feladat- és hatásköréről, valamint a Genovai Szak-Világkiállításon történő magyar részvétel finanszírozásának egyes kérdéseiről
- 10/1992. (I. 20.) Korm. rendelet 	 a hagyatéki eljárással, a kisajátítási eljárással, a szakfordítással és a tolmácsolással kapcsolatos feladatokról és hatáskörökről
- 11/1992. (I. 20.) Korm. rendelet 	 a Népi Iparművészeti Tanács megszüntetéséről
- 12/1992. (I. 20.) Korm. rendelet 	 a társadalombiztosításról szóló 1975. évi II. törvény végrehajtására kiadott 89/1990. (V. 1.) MT rendelet módosításáról
- 13/1992. (I. 23.) Korm. rendelet 	 a Szerencsejáték Alapról szóló 172/1991. (XII. 27.) Korm. rendelet módosításáról
- 14/1992. (I. 24.) Korm. rendelet 	 a tárca nélküli miniszterek feladatairól szóló 27/1991. (II. 16.) Korm. rendelet módosításáról
- 15/1992. (I. 27.) Korm. rendelet 	 a polgári védelemről
- 16/1992. (I. 27.) Korm. rendelet 	 a tűz elleni védekezésről és a tűzoltóságról szóló 1973. évi 13. törvényerejű rendelet végrehajtására kiadott, többször módosított 14/1973. (VI. 2.) MT rendelet módosításáról
- 17/1992. (I. 28.) Korm. rendelet 	 a köztársasági megbízottak feladat- és hatáskörének megállapításáról az atomenergia alkalmazással összefüggésben
- 18/1992. (I. 28.) Korm. rendelet 	 a helyi önkormányzatok és szerveik, a köztársasági megbízottak közlekedési és vízügyi feladataival kapcsolatos jogszabály-módosításokról
- 19/1992. (I. 28.) Korm. rendelet 	 a helyi önkormányzatok és szerveik, a köztársasági megbízottak, valamint egyes centrális alárendeltségű szervek feladat- és hatáskörének megállapításával kapcsolatos földművelésügyi ágazati jogszabályok módosításáról
- 20/1992. (I. 28.) Korm. rendelet 	 a helyi önkormányzatok egyes szerveinek és a köztársasági megbízottaknak a közművelődési, közgyűjteményi, művészeti, továbbá más kulturális tevékenységekkel kapcsolatos államigazgatási feladat- és hatásköreiről
- 21/1992. (I. 28.) Korm. rendelet 	 a belügyi igazgatás körébe tartozó államigazgatási feladat- és hatáskörökről
- 22/1992. (I. 28.) Korm. rendelet 	 a helyi önkormányzatok polgármestereinek és jegyzőinek, valamint a köztársasági megbízottak népjóléti igazgatási feladat- és hatáskörének megállapításáról
- 23/1992. (I. 28.) Korm. rendelet 	 az építésfelügyeletről
- 24/1992. (I. 28.) Korm. rendelet 	 egyes környezet- és természetvédelmi jogszabályok módosításáról, valamint a jegyző környezet- és természetvédelmi feladat- és hatásköréről
- 25/1992. (I. 28.) Korm. rendelet 	 az építésügyről szóló 1964. évi III. törvény végrehajtására kiadott 30/1964. (XII. 2.) Korm. rendelet módosításáról
- 26/1992. (I. 28.) Korm. rendelet 	 a helyi önkormányzatok és szerveik, a köztársasági megbízottak feladat- és hatáskörének megállapításáról az ipar és belkereskedelmi ágazatban
- 27/1992. (I. 30.) Korm. rendelet 	 a veszélyes hulladékok keletkezésének ellenőrzéséről és az azok ártalmatlanításával kapcsolatos tevékenységekről szóló 56/1981. (XI. 18.) MT rendelet módosításáról

#### Február
- 28/1992. (II. 13.) Korm. rendelet 	 a magyar-szingapúri légiközlekedési egyezmény kihirdetéséről [5]
- 29/1992. (II. 13.) Korm. rendelet 	 a tartósan külföldön foglalkoztatottak devizaellátmányáről [5]
- 30/1992. (II. 13.) Korm. rendelet 	 az ideiglenes külföldi kiküldetést teljesítők devizaellátmányáról
- 31/1992. (II. 13.) Korm. rendelet 	 az Agrárpiaci Rendtartást Koordináló Bizottság létrehozásáról és feladatairól szóló 11/1991. (I. 18.) Korm. rendelet módosításáról [5]
- 32/1992. (II. 14.) Korm. rendelet 	 a polgári repülésről szóló 1981. évi 8. törvényerejű rendelet végrehajtására kiadott 17/1981. (VI. 9.) MT rendelet módosításáról
- 33/1992. (II. 19.) Korm. rendelet 	 Magyarország és Ecuador között a diplomata, hivatalos, speciális, szolgálati és magán útlevelekre vonatkozó vízumkényszer megszüntetéséről
- 34/1992. (II. 19.) Korm. rendelet 	 a szövetkezeti vagyon egyszerűsített, eszköz szerinti értékelésének szabályairól
- 35/1992. (II. 21.) Korm. rendelet 	 a jogi személyiséggel rendelkező, jogi képviseletet ellátó munkaközösségek gazdálkodási rendjéről szóló 20/1989. (III. 1.) MT rendelet hatályon kívül helyezéséről
- 36/1992. (II. 21.) Korm. rendelet 	 a megyei (fővárosi) vagyonátadó bizottságokról szóló 63/1990. (X. 4.) Korm. rendelet módosításáról
- 37/1992. (II. 28.) Korm. rendelet 	 a Magyar Köztársaság Kormányának a "Nemzetközi Vámnap"-hoz való csatlakozásáról
- 38/1992. (II. 28.) Korm. rendelet 	 a nem lakás céljára szolgáló helyiségek bérletéről és a helyiséggazdálkodásról szóló egyes rendelkezések módosításáról

#### Március
- 39/1992. (III. 4.) Korm. rendelet 	 a Lakásalap megszüntetéséről és kötelezettségeinek átszállásáról
- 40/1992. (III. 4.) Korm. rendelet 	 egyes növénytermesztési hitelekhez nyújtott kedvezményekről
- 41/1992. (III. 6.) Korm. rendelet 	 a családi pótlékról szóló 1990. évi XXV. törvény végrehajtása tárgyában kiadott 51/1990. (III. 21.) MT rendelet módosításáról
- 42/1992. (III. 6.) Korm. rendelet 	 a munkanélküli ellátásból kikerülők szociális támogatásának átmeneti rendszeréről
- 43/1992. (III. 11.) Korm. rendelet 	 a munkanélküli ellátásban nem részesülő egyes munkanélküliek szociális támogatásának átmeneti rendszeréről
- 44/1992. (III. 11.) Korm. rendelet 	 a szövetkezetekről szóló 1992. évi I. törvény hatálybalépéséről és az átmeneti szabályokról szóló 1992. évi II. törvénnyel összefüggő jogszabályok módosításáról
- 45/1992. (III. 11.) Korm. rendelet 	 a kisajátításról szóló 1976. évi 24. törvényerejű rendelet végrehajtásáról szóló 33/1976. (IX. 5.) MT rendelet egyes rendelkezéseinek hatályon kívül helyezéséről
- 46/1992. (III. 13.) Korm. rendelet 	 a könyvvizsgálat rendjéről [6]
- 47/1992. (III. 13.) Korm. rendelet 	 a pénzintézetek éves beszámoló készítési és könyvvezetési kötelezettségének sajátosságairól szóló 181/1991. (XII. 30.) Korm. rendelet módosításáról
- 48/1992. (III. 13.) Korm. rendelet 	 a társadalombiztosításról szóló 1975. évi II. törvény végrehajtása tárgyában kiadott 89/1990. (V. 1.) MT rendelet módosításáról
- 49/1992. (III. 13.) Korm. rendelet 	 a Belügyminisztérium munkájának önkéntes segítőire vonatkozó egyes rendelkezések hatályon kívül helyezéséről
- 50/1992. (III. 13.) Korm. rendelet 	 az egyházi jogi személyek és az általuk alapított intézmények éves beszámoló készítésének és könyvvezetési kötelezettségének sajátosságáról
- 51/1992. (III. 18.) Korm. rendelet 	 a volt nyugati hadifoglyok hitelutalványaival kapcsolatos pénzkövetelésekről és nyugdíjuk kiegészítéséről
- 52/1992. (III. 21.) Korm. rendelet 	 áruknak, szolgáltatásoknak és anyagi értéket képviselő jogoknak rubel elszámolásban történő behozataláról
- 53/1992. (III. 21.) Korm. rendelet 	 az egyes mozgáskorlátozott személyek közlekedésével kapcsolatos kedvezményekről
- 54/1992. (III. 21.) Korm. rendelet 	 a társadalombiztosítás egészségügyi szolgáltatásának igénybevételére jogosító igazolványról
- 55/1992. (III. 21.) Korm. rendelet 	 az egészségügyről szóló 1972. évi II. törvény végrehajtásáról rendelkező 16/1972. (IV. 29.) MT rendelet módosításáról
- 56/1992. (III. 25.) Korm. rendelet 	 a Világkiállítás megrendezésének szervezeti feltételeiről
- 57/1992. (III. 25.) Korm. rendelet 	 a nyugellátások, baleseti nyugellátások és egyéb ellátások emeléséről
- 58/1992. (III. 26.) Korm. rendelet 	 a mezőgazdasági szövetkezetek egyes tartozásainak megfizetéséről
- 59/1992. (III. 26.) Korm. rendelet 	 az Egzisztencia hitelről és részletfizetési kedvezményről szóló 28/1991. (II. 21.) Korm. rendelet módosításáról

#### Április
- 60/1992. (IV. 1.) Korm. rendelet 	 a közúti gépjárművek, az egyes mezőgazdasági, erdészeti és halászati erőgépek üzemanyag- és kenőanyag-fogyasztásának igazolás nélkül elszámolható mértékéről
- 61/1992. (IV. 1.) Korm. rendelet 	 a pénzforgalomról és a bankhitelről szóló 39/1984. (XI. 5.) MT rendelet módosításáról
- 62/1992. (IV. 4.) Korm. rendelet 	 a nukleáris exportról szóló 2/1986. (I. 19.) MT rendelet módosításáról
- 63/1992. (IV. 4.) Korm. rendelet 	 az Országos Kiemelésű Társadalomtudományi Kutatásokról
- 64/1992. (IV. 7.) Korm. rendelet 	 a háztartási tüzelőolaj forgalmazásáról szóló 64/1990. (X. 9.) Korm. rendelet módosításáról
- 65/1992. (IV. 8.) Korm. rendelet 	 a Szerzői Jogvédő Hivatal létesítéséről szóló 106/1952. (XII. 31.) MT rendelet módosításáról
- 66/1992. (IV. 10.) Korm. rendelet 	 az egyes nemzetközileg ellenőrzött termékek és technológiák forgalmának engedélyezéséről szóló 61/1990. (X. 1.) Korm. rendelet módosításáról
- 67/1992. (IV. 14.) Korm. rendelet 	 az ipari és kereskedelmi miniszter feladatairól és hatásköréről
- 68/1992. (IV. 14.) Korm. rendelet 	 egyes kormányrendeletek módosításáról
- 69/1992. (IV. 15.) Korm. rendelet 	 az egyes növénytermesztési hitelekhez nyújtott kedvezményekről szóló 40/1992. (III. 4.) Korm. rendelet módosításáról
- 70/1992. (IV. 21.) Korm. rendelet 	 a vagyonjegyről szóló 94/1988. (XII. 22.) MT rendelet módosításáról
- 71/1992. (IV. 21.) Korm. rendelet 	 az ápolási díjról szóló 33/1990. (II. 25.) MT rendelet, valamint a helyi önkormányzatok polgármestereinek és jegyzőinek, valamint a köztársasági megbízottak népjóléti igazgatási feladat- és hatáskörének megállapításáról szóló 22/1992. (I. 28.) Korm. rendelet módosításáról
- 72/1992. (IV. 28.) Korm. rendelet 	 az állami vállalatokról szóló 1977. évi VI. törvény végrehajtására kiadott 33/1984. (X. 31.) MT rendelet módosításáról
- 73/1992. (IV. 28.) Korm. rendelet 	 a diplomáciai és konzuli képviselet, valamint a diplomáciai és konzuli képviselet tagja részére adható általános forgalmiadó-visszatérítésről szóló 134/1989. (XII. 22.) MT rendelet módosításáról
- 74/1992. (IV. 28.) Korm. rendelet 	 a külföldi utas részére adható általános forgalmiadó-visszatérítésről szóló 140/1989. (XII. 22.) MT rendelet módosításáról
- 75/1992. (IV. 28.) Korm. rendelet 	 a vámszabadterületi társaság, valamint a külföldön bejegyzett vállalkozó részére adható általános forgalmiadó-visszatérítésről szóló 141/1989. (XII. 22.) MT rendelet módosításáról
- 76/1992. (IV. 30.) Korm. rendelet 	 a lakáscélú támogatásokról szóló 106/1988. (XII. 26.) MT rendelet módosításáról
- 77/1992. (IV. 30.) Korm. rendelet 	 a köztársasági megbízott egyes feladatairól

#### Május
- 78/1992. (V. 5.) Korm. rendelet 	 a belügyminiszter feladat- és hatásköréről szóló 39/1990. (IX. 15.) Korm. rendelet módosításáról
- 79/1992. (V. 12.) Korm. rendelet 	 az egészségügy 1992. évi társadalombiztosítási finanszírozásának egyes kérdéseiről
- 80/1992. (V. 12.) Korm. rendelet 	 a kötvényről szóló 1982. évi 28. törvényerejű rendelet végrehajtásáról
- 81/1992. (V. 14.) Korm. rendelet 	 a szovjet csapatkivonás során megüresedett ingatlanok hasznosításáról
- 82/1992. (V. 14.) Korm. rendelet 	 május 21-ének a Magyar Honvédelem Napjává nyilvánításáról
- 83/1992. (V. 14.) Korm. rendelet 	 az állam tulajdonából ideiglenesen ki nem adható műemlékekről
- 84/1992. (V. 19.) Korm. rendelet 	 a gépjármű üzembentartójának kötelező felelősségbiztosításáról szóló 58/1991. (IV. 13.) Korm. rendelet módosításáról
- 85/1992. (V. 22.) Korm. rendelet 	 a Hadiipari Hivatal feladat- és hatásköréről
- 86/1992. (V. 22.) Korm. rendelet 	 a tulajdonviszonyok rendezése érdekében, az állam által az állampolgárok tulajdonában igazságtalanul okozott károk részleges kárpótlásáról szóló 1991. évi XXV. törvényben, valamint a szövetkezetekről szóló 1992. évi I. törvény hatálybalépéséről és az átmeneti szabályokról szóló 1992. évi II. törvényben foglalt földügyi feladatokról és végrehajtásuk költségvetési támogatásáról
- 87/1992. (V. 29.) Korm. rendelet 	 a kárpótlási jegyek életjáradékra váltásának eljárási szabályairól
- 88/1992. (V. 29.) Korm. rendelet 	 a 208/1951. (XII. 9.) MT rendelet mellékleteként kiadott Vasúti Árufuvarozás Szabályzata módosításáról
- 89/1992. (V. 29.) Korm. rendelet 	 az egyes növénytermesztési hitelekhez nyújtott kedvezményekről szóló 40/1992. (III. 4.) Korm. rendelet módosításáról
- 90/1992. (V. 29.) Korm. rendelet 	 a Határon Túli Magyarok Hivataláról

#### Június
- 91/1992. (VI. 3.) Korm. rendelet 	 az ENSZ Biztonsági Tanácsa Szerbiával és Montenegróval kapcsolatos 757 (1992) határozatának végrehajtásáról
- 92/1992. (VI. 10.) Korm. rendelet 	 a tulajdonviszonyok rendezése érdekében, az állam által az állampolgárok tulajdonában az 1939. május 1-jétől 1949. június 8-ig terjedő időben alkotott jogszabályok alkalmazásával igazságtalanul okozott károk részleges kárpótlásáról szóló 1992. évi XXIV. törvény végrehajtásáról
- 93/1992. (VI. 10.) Korm. rendelet 	 egyes saját jogú nyugellátások emeléséről
- 94/1992. (VI. 10.) Korm. rendelet 	 a nemzetközi kombinált áruszállítást elősegítő kedvezményekről
- 95/1992. (VI. 12.) Korm. rendelet 	 a Vízügyi Alapról szóló 2/1992. (I. 6.) Korm. rendelet módosításáról
- 96/1992. (VI. 12.) Korm. rendelet 	 a Magyar Köztársaság Kormánya és az Albán Köztársaság Kormánya között a növényvédelmi karantén és a növényvédelem területén való együttműködésről szóló Egyezmény kihirdetéséről
- 97/1992. (VI. 16.) Korm. rendelet 	 az elmaradott területek fejlesztését és a munkahelyteremtést szolgáló területfejlesztési támogatásokról
- 98/1992. (VI. 17.) Korm. rendelet 	 a Kisvállalkozói Garancia Alapról
- 99/1992. (VI. 19.) Korm. rendelet 	 a vasutakról szóló 1968. évi IV. törvény végrehajtása tárgyában kiadott 40/1968. (X. 31.) Korm. rendelet módosításáról
- 100/1992. (VI. 19.) Korm. rendelet 	 a külkereskedelmi szerződésekkel kapcsolatos devizafizetések lebonyolításának rendjéről szóló 52/1990. (III. 21.) MT rendelet módosításáról
- 101/1992. (VI. 19.) Korm. rendelet 	 a pénzforgalomról és a bankhitelről szóló 39/1984. (XI. 5.) MT rendelet módosításáról
- 102/1992. (VI. 19.) Korm. rendelet 	 a külkereskedelmi tevékenységgel kapcsolatban a devizahatósággal szemben fennálló egyes kötelezettségekről szóló 47/1991. (III. 27.) Korm. rendelet módosításáról
- 103/1992. (VI. 26.) Korm. rendelet 	 egyes munkaügyi jogszabályok hatályon kívül helyezéséről
- 104/1992. (VI. 26.) Korm. rendelet 	 az egyéni és szervezett turizmus céljára szolgáló külföldi fizetőeszköz és menetjegy megvásárlásának szabályairól szóló 118/1990. (XII. 27.) Korm. rendelet módosításáról
- 105/1992. (VI. 26.) Korm. rendelet 	 a tudományos továbbképzésről szóló 72/1982. (XII. 10.) MT rendelet módosításáról
- 106/1992. (VI. 26.) Korm. rendelet 	 a társadalombiztosításról szóló 1975. évi II. törvény végrehajtására kiadott 89/1990. (V. 1.) MT rendelet és a társadalombiztosítás egészségügyi szolgáltatásának igénybevételére jogosító igazolványról szóló 54/1992. (III. 21.) Korm. rendelet módosításáról és kiegészítéséről
- 107/1992. (VI. 26.) Korm. rendelet 	 a térítési díj ellenében igénybe vehető egészségügyi szolgáltatásokról és térítésük módjáról
- 108/1992. (VI. 27.) Korm. rendelet 	 az ENSZ Biztonsági Tanácsa Szerbiával és Montenegróval kapcsolatos 757 (1992) határozatának végrehajtásáról szóló 91/1992. (VI. 3.) Korm. rendelet módosításáról
- 109/1992. (VI. 30.) Korm. rendelet 	 a gépjármű felelősségbiztosítási kárrendezési alap létrehozásáról

#### Július
- 110/1992. (VII. 1.) Korm. rendelet 	 az állami vezetők munkaviszonyával összefüggő kérdésekről szóló 1077/1987. (XII. 31.) MT határozat módosításáról
- 111/1992. (VII. 1.) Korm. rendelet 	 az életüktől és szabadságuktól politikai okból megfosztottak kárpótlásáról szóló 1992. évi XXXII. törvény végrehajtásáról
- 112/1992. (VII. 7.) Korm. rendelet 	 a miniszterek munkáltatói jogáról
- 113/1992. (VII. 14.) Korm. rendelet 	 a közalkalmazottak jogállásáról szóló 1992. évi XXXIII. törvény szociális, egészségügyi, család-, gyermek- és ifjúságvédelmi ágazatban történő végrehajtásáról
- 114/1992. (VII. 23.) Korm. rendelet 	 a társadalmi szervezetek gazdálkodó tevékenységéről
- 115/1992. (VII. 23.) Korm. rendelet 	 az alapítványok gazdálkodási rendjéről
- 116/1992. (VII. 23.) Korm. rendelet 	 a Magyar Köztársaság Kormánya és az Amerikai Egyesült Államok Kormánya között az atomenergia békés célú alkalmazása terén való együttműködésről Bécsben, 1991. június 10-én aláírt Megállapodás kihirdetéséről
- 117/1992. (VII. 29.) Korm. rendelet 	 a Magyar Köztársaság Művészeti Alapjának megszüntetéséről és a Magyar Alkotóművészeti Alapítvány létesítéséről
- 118/1992. (VII. 29.) Korm. rendelet 	 a Magyar Köztársaság Kormánya és a Chilei Köztársaság Kormánya között a magánútlevéllel rendelkező állampolgárok vízumkötelezettségének kölcsönös megszüntetéséről
- 119/1992. (VII. 29.) Korm. rendelet 	 a Nemzeti Gyermek- és Ifjúsági Alapítványról szóló 81/1990. (IV. 27.) MT rendelet módosításáról

#### Augusztus
- 120/1992. (VIII. 3.) Korm. rendelet 	 a tárca nélküli miniszterek feladatairól szóló 27/1991. (II. 16.) Korm. rendelet módosításáról
- 121/1992. (VIII. 11.) Korm. rendelet 	 a levéltári anyag védelméről és a levéltárakról, valamint a közgyűjteményekben folytatható kutatások egyes kérdéseiről szóló jogszabályok módosításáról
- 122/1992. (VIII. 11.) Korm. rendelet 	 az egészségügyi gyermekotthonokról
- 123/1992. (VIII. 19.) Korm. rendelet 	 az állami vállalatokról szóló 1977. évi VI. törvény végrehajtására kiadott 33/1984. (X. 31.) MT rendelet módosításáról
- 124/1992. (VIII. 19.) Korm. rendelet 	 a társadalombiztosításról szóló 1975. évi II. törvény végrehajtása tárgyában kiadott 89/1990. (V. 1.) MT rendelet módosításáról
- 125/1992. (VIII. 26.) Korm. rendelet 	 az egyes növénytermesztési hitelekhez nyújtott kedvezményekről szóló 40/1992. (III. 4.) Korm. rendelet módosításáról
- 126/1992. (VIII. 28.) Korm. rendelet 	 a részben vagy teljesen tartósan állami tulajdonban maradó gazdálkodó szervezetekről

#### Szeptember
- 127/1992. (IX. 1.) Korm. rendelet 	 a mezőgazdasági tevékenység egyes adózási és támogatási kérdéseiről szóló 39/1987. (X. 12.) MT rendelet módosításáról szóló 115/1990. (XII. 25.) Korm. rendelet módosításáról
- 128/1992. (IX. 1.) Korm. rendelet 	 a Magyar Köztársaság Kormánya és a Kínai Népköztársaság Kormánya között, a kölcsönös vízummentességről szóló, Pekingben, 1992. április 28-án létrejött Megállapodás kihirdetéséről
- 129/1992. (IX. 3.) Korm. rendelet 	 a Fogyasztóvédelmi Főfelügyelőségről szóló 95/1991. (VII. 23.) Korm. rendelet módosításáról
- 130/1992. (IX. 3.) Korm. rendelet 	 az atomkárokért való polgári jogi felelősségről szóló Bécsi Egyezmény és az atomenergia területén való polgári jogi felelősségről szóló Párizsi Egyezmény alkalmazásáról szóló, 1989. szeptember 20-án aláírt közös jegyzőkönyv kihirdetéséről
- 131/1992. (IX. 11.) Korm. rendelet 	 a Magyar Köztársaság Kormánya és a Costa Rica-i Köztársaság Kormánya között a vízumkötelezettség kölcsönös megszüntetéséről a San Joséban 1992. május 13. napján létrejött Megállapodás kihirdetéséről
- 132/1992. (IX. 11.) Korm. rendelet 	 a mezőgazdasági szövetkezetek egyes tartozásainak megfizetéséről szóló 58/1992. (III. 26.) Korm. rendelet hatályának kiterjesztéséről
- 133/1992. (IX. 19.) Korm. rendelet 	 az egyes növénytermesztési hitelekhez nyújtott kedvezményekről szóló 40/1992. (III. 4.) Korm. rendelet módosításáról
- 134/1992. (IX. 26.) Korm. rendelet 	 a vagyonnyilatkozattételi kötelezettség időpontjáról

#### Október
- 135/1992. (X. 1.) Korm. rendelet 	 a Magyar Köztársaság Kormánya és a Thaiföldi Királyság Kormánya között a beruházások ösztönzéséről és védelméről szóló Megállapodás kihirdetéséről
- 136/1992. (X. 1.) Korm. rendelet 	 az egyes növénytermesztési hitelekhez nyújtott kedvezményekről szóló kormányrendeletek módosításáról
- 137/1992. (X. 8.) Korm. rendelet 	 az Agrárpiaci Rendtartást Koordináló Bizottság létrehozásáról és feladatairól szóló 11/1991. (I. 18.) Korm. rendelet módosításáról
- 138/1992. (X. 8.) Korm. rendelet 	 a közalkalmazottakról szóló 1992. évi XXXIII. törvény végrehajtásáról a közoktatási intézményekben
- 139/1992. (X. 15.) Korm. rendelet 	 a magyar-holland belvízi hajózási Egyezmény kihirdetéséről
- 140/1992. (X. 20.) Korm. rendelet 	 a külföldi jogról való tájékoztatásról szóló, Londonban, 1968. június 7. napján aláírt Európai Egyezmény, valamint Strasbourgban, 1978. március 15. napján aláírt Egyezmény Kiegészítő Jegyzőkönyv kihirdetéséről
- 141/1992. (X. 22.) Korm. rendelet 	 egyes nyugdíjjogi hátrányok enyhítéséről
- 142/1992. (X. 27.) Korm. rendelet 	 a közúti közlekedési szolgáltatásokról és a közúti járművek üzemben tartásáról szóló 89/1988. (XII. 20.) MT rendelet módosításáról
- 143/1992. (X. 29.) Korm. rendelet 	 a Magyar Köztársaság Kormánya és a Norvég Királyság Kormánya között Budapesten, 1991. július 17-én aláírt, a területükön ideiglenesen tartózkodó személyek orvosi ellátásáról szóló Egyezmény kihirdetéséről
- 144/1992. (X. 29.) Korm. rendelet 	 a magyar-szlovén menetrendszerű légijáratokról aláírt Megállapodás kihirdetéséről

#### November
- 145/1992. (XI. 4.) Korm. rendelet 	 a nyugdíjas bányászok szénjárandóságának pénzbeli megváltásáról
- 146/1992. (XI. 4.) Korm. rendelet 	 a környezetre jelentős hatással bíró villamos és hőenergia fejlesztésére szolgáló berendezések létesítése egyes kérdéseinek átmeneti szabályozásáról
- 147/1992. (XI. 6.) Korm. rendelet 	 az önkormányzatok tulajdonában lévő ingatlanvagyon nyilvántartási és adatszolgáltatási rendjéről
- 148/1992. (XI. 12.) Korm. rendelet 	 a közúti közlekedés szabályairól szóló 1/1975. (II. 5.) KPM-BM együttes rendelet módosításáról és kiegészítéséről
- 149/1992. (XI. 17.) Korm. rendelet 	 a vagyonnyilatkozat-tételi kötelezettség időpontjáról
- 150/1992. (XI. 20.) Korm. rendelet 	 a közalkalmazottak jogállásáról szóló 1992. évi XXXIII. törvény végrehajtásáról a művészeti, a közművelődési és a közgyűjteményi területen foglalkoztatott közalkalmazottak jogviszonyával összefüggő egyes kérdések rendezésére
- 151/1992. (XI. 20.) Korm. rendelet 	 a magyar-svájci nemzetközi közúti fuvarozási megállapodás kihirdetéséről szóló 41/1980. (X. 21.) MT rendelet módosításáról
- 152/1992. (XI. 20.) Korm. rendelet 	 a statisztikáról szóló 1973. évi V. törvény végrehajtásáról rendelkező 78/1990. (IV. 25.) MT rendelet módosításáról és az 1993. évi országos statisztikai adatgyűjtési programról
- 153/1992. (XI. 25.) Korm. rendelet 	 a Magyar Távirati Irodáról szóló 1037/1986. (VI. 26.) MT határozat módosításáról
- 154/1992. (XI. 25.) Korm. rendelet 	 a magyar-szlovén nemzetközi közúti személy- és áruszállítások szabályozásáról szóló Egyezmény kihirdetéséről
- 155/1992. (XI. 25.) Korm. rendelet 	 a mezőgazdasági tevékenység egyes adózási és támogatási kérdéseiről szóló 39/1987. (X. 12.) MT rendelet módosításáról
- 156/1992. (XI. 25.) Korm. rendelet 	 az egyes növénytermesztési hitelekhez nyújtott kedvezményekről szóló 40/1992. (III. 4.) Korm. rendelet módosításáról

#### December
- 157/1992. (XII. 4.) Korm. rendelet 	 a lakásszövetkezetek, a társasházak, a társadalmi szervezetek és az általuk alapított intézmények, az alapítványok, az ügyvédi irodák, a víziközmű-társulatok, valamint a Munkavállalói Résztulajdonosi Program keretében létrejött szervezetek éves beszámoló készítésének és könyvvezetési kötelezettségének sajátosságáról
- 158/1992. (XII. 11.) Korm. rendelet 	 a közalkalmazottak jogállásáról szóló 1992. évi XXXIII. törvény ipari és kereskedelmi ágazatban történő végrehajtásáról
- 159/1992. (XII. 11.) Korm. rendelet 	 az ENSZ Biztonsági Tanácsa 787. (1992) számú határozatának Szerbiával és Montenegróval szembeni szankciókkal kapcsolatos előírásainak végrehajtásáról
- 160/1992. (XII. 11.) Korm. rendelet 	 a tárca nélküli miniszterek feladatairól szóló 27/1991. (II. 16.) Korm. rendelet módosításáról
- 161/1992. (XII. 15.) Korm. rendelet 	 a társadalombiztosításról szóló 1975. évi II. törvény végrehajtása tárgyában kiadott 89/1990. (V. 1.) MT rendelet módosításáról
- 162/1992. (XII. 15.) Korm. rendelet 	 a tölgyerdők tömeges elhalásából származó károk csökkentésének támogatásáról szóló 100/1989. (IX. 24.) MT rendelet módosításáról
- 163/1992. (XII. 15.) Korm. rendelet 	 az 1992. évi bérszabályozással kapcsolatos jogszabályok hatályon kívül helyezéséről
- 164/1992. (XII. 17.) Korm. rendelet 	 az áruk, szolgáltatások és anyagi értéket képviselő jogok kiviteléről és behozataláról szóló 112/1990. (XII. 23.) Korm. rendelet módosításáról
- 165/1992. (XII. 17.) Korm. rendelet 	 a belügyminiszter feladat- és hatásköréről szóló 39/1990. (IX. 15.) Korm. rendelet módosításáról
- 166/1992. (XII. 18.) Korm. rendelet 	 az egyes nemzetközileg ellenőrzött termékek és technológiák forgalmának engedélyezéséről szóló 61/1990. (X. 1.) Korm. rendelet módosításáról
- 167/1992. (XII. 19.) Korm. rendelet 	 az általános forgalmi adó változással összefüggő árváltozásokról
- 168/1992. (XII. 22.) Korm. rendelet 	 a magyar–német belvízi hajózási Egyezmény kihirdetéséről [7]
- 169/1992. (XII. 22.) Korm. rendelet 	 az egészségügy 1992. évi társadalombiztosítási finanszírozásának egyes kérdéseiről szóló 79/1992. (V. 12.) Korm. rendelet módosításáról
- 170/1992. (XII. 22.) Korm. rendelet 	 a köztisztviselők munkavégzéséről, munka- és pihenőidejéről, jutalmazásáról, valamint juttatásairól
- 171/1992. (XII. 23.) Korm. rendelet 	 a várandóssági pótlék folyósításának egyes kérdéseiről [1]
- 172/1992. (XII. 23.) Korm. rendelet 	 az életüktől és szabadságuktól politikai okból jogtalanul megfosztottak kárpótlásáról szóló 1992. évi XXXII. törvény végrehajtásáról
- 173/1992. (XII. 23.) Korm. rendelet 	 a főtanácsadói és tanácsadói munkakörökről
- 174/1992. (XII. 29.) Korm. rendelet 	 az 1951 és 1956 közötti időszakban politikai okból hátrányos megkülönböztetéssel járó katonai munka-szolgálatot teljesített személyek társadalombiztosítási és munkajogi helyzetének rendezéséről [8]
- 175/1992. (XII. 29.) Korm. rendelet 	 a környezetvédelmi és területfejlesztési miniszter feladat- és hatásköréről szóló 43/1990. (IX. 15.) Korm. rendelet módosításáról
- 176/1992. (XII. 30.) Korm. rendelet 	 az Országos Testnevelési és Sporthivatalról szóló 169/1991. (XII. 26.) Korm. rendelet módosításáról [3]
- 177/1992. (XII. 30.) Korm. rendelet 	 az egyes mozgáskorlátozott személyek közlekedésével kapcsolatos kedvezményekről szóló 53/1992. (III. 21.) Korm. rendelet módosításáról

### Egyéb fontosabb jogszabályok

#### Miniszteri rendeletek

##### Január
- 2/1992. (I. 23.) IM rendelet az igazságügyi szakértők díjazásáról szóló 3/1986. (II. 21.) IM rendelet módosításáról

##### Február
- 3/1992. (II. 4.) MüM rendelet  az 1992. évi munkaszüneti napok körüli munkarendről
- 2/1992. (II. 13.) BM rendelet A Polgári Fegyveres Őrség Működési és Szolgálati Szabályzatának kiadásáról szóló 7/1977. (XII. 24.) BM rendelet módosításáról  [5]
- 8/1992. (II. 13.) KHVM—KTM rendelet  Miniszteri rendeletek és egyes utasítások hatályon kívül helyezéséről [5]

##### Március
- 3/1992. (III. 4.) PM rendelet a költségvetés alapján gazdálkodó szervek 1992. január 1-jei rendező mérlegének elkészítéséről
- 5/1992. (III. 18.) PM rendelet az 1992. január 1-jei rendező egyszerűsített mérleg készítéséről
- 6/1992. (III. 18.) PM rendelet az 1992. január 1-jei rendező mérleg és rendező eredménykimutatás készítéséről

##### Május
- 12/1992. (V. 14.) PM rendelet az 1992. január 1-jei rendező mérleg és rendező eredménykimutatás formájáról, beküldési határidejéről és helyéről
- 13/1992. (V. 14.) PM rendelet az 1992. január 1-jei rendező egyszerűsített mérleg formájáról, beküldési határidejéről és helyéről
- 14/1992. (V. 14.) PM rendelet az egyéb szervezetek 1992. január 1-jei rendező mérleg és rendező egyszerűsített mérleg készítéséről
- 15/1992. (V. 14.) PM rendelet az APEH anyagi érdekeltségéről

##### Június
- 18/1992. (VI. 24.) PM rendelet  az MNB, a pénzintézetek, a biztosítók és az értékpapír-forgalmazók 1992. évi január 1-jei rendező mérleg és rendező eredménykimutatás készítési kötelezettségéről
- 13/1992. (VI. 26.) NM rendelet a közúti járművezetők egészségi alkalmasságának megállapításáról

##### December
- 7/1992. (XII. 4.) MüM rendelet az 1993. évi munkaszüneti napok körüli munkarendről
- 31/1992. (XII. 19.) NM rendelet a közúti járművezetők elsősegélynyújtási ismeretei megszerzésének igazolásáról
- 26/1992. (XII. 22.) KHVM rendelet A közúti járművezetői vizsga és az egyes közúti közlekedési szakképesítésekkel összefüggő vizsgák díjairól [7]
- 12/1992. (XII. 22.) NGKM—PM együttes  rendelet A Kereskedelmi Vámtarifa módosításáról
- 13/1992. (XII. 22.) NGKM—PM együttes rendelet A Kereskedelmi Vámtarifa 1993. évi alkalmazásáról
- 32/1992. (XII. 23.) NM rendelet a magzati élet védelméről szóló 1992. évi LXXIX. törvény végrehajtásáról [1]
- 33/1992. (XII. 23.) NM rendelet A terhesgondozásról
- 5/1992. (XII. 28.) TNM rendelet A nukleáris létesítményekkel kapcsolatos államigazgatási eljárások díjazásának megállapításáról [2]
- 14/1992. (XII. 29.) BM rendelet A közalkalmazottakjogállásáról szóló 1992. évi XXXIII. törvény nek a belügyminiszter ágazati irányítása alá tartozó szerveknél történő végrehajtásáról [8]
- 25/1992. (XII. 29.) FM—PM együttes rendelet  Az erdők fenntartásának és bővítésének pénzügyi rendjéről szóló 16/1985. (XII. 28.) MÉM—PM—ÁH együttes rendelet módosításáról
- 24/1992. (XII. 29.) IKM rendelet  Az általános forgalmi adó visszaigénylésére jogosító termékek és szolgáltatások köréről
- 25/1992. (XII. 29.) IKM rendelet A vegyipari alapanyagként, technológiai célra szolgáltatott földgáz díjának megállapításáról
- 22/1992. (XII. 29.) KTM rendelet Az életvédelmi létesítmények létesítéséről, fenntartásáról és békeidőszaki hasznosításáról
- 27/1992. (XII. 29.) KHVM rendelet A belföldi menetrend szerinti távolsági (helyközi) autóbuszközlekedés, valamint az iskolák és tanintézetek által rendelt belföldi autóbusz különjáratok díjáról szóló — 17/1991. (VIII. 16.)  és az 5/1992. (I. 23.) KHVM rendelettel módosított — 5/1991. (I. 29.) KHVM rendelet módosításáról
- 28/1992. (XII. 29.) KHVM rendelet A belföldi postai szolgáltatások legmagasabb hatósági díjairól szóló 6/1992. (I. 23.) KHVM rendelet módosításáról
- 29/1992. (XII. 29.) KHVM rendelet A közszolgálati rádió és televízió műsorsugárzás legmagasabb díjairól szóló 9/1992. (II. 25.) KHVM rendelet módosításáról
- 30/1992. (XII. 29.) KHVM rendelet A belföldi vasúti árufuvarozás díjairól szóló 1/1991. (I. 14.) KHVM rendelet módosításáról
- 31/1992. (XII. 29.) KHVM rendelet A belföldi közforgalmú, menetrend szerinti vasúti személyszállítás legmagasabb díjairól szóló 4/1991. (I. 29.) KHVM rendelet módosításáról
- 32/1992. (XII. 29.) KHVM rendelet A közüzemi vízműből szolgáltatott ivóvízért, illetőleg a közüzemi csatornamű használatáért fizetendő díjakról
- 30/1992. (XII. 29.) PM rendelet A Magyar Televízió műsora vételének előfizetési díjáról szóló 33/1991. (XII. 18.) PM rendelet módosításáról [8]
- 15/1992. (XII. 30.) BM rendelet Az 1993. évi társadalombiztosítási képviselőválasztás választói nyilvántartásának előkészítéséről [3]
- 31/1992. (XII. 30.) PM—NGKM együttes rendelet A vámjog részletes szabályainak megállapításáról és a vámeljárás  szabályozásáról szóló 39/1976. (XI. 10.) PM—KkM együttes rendelet módosításáról [3]
- 33/1992. (XII. 31.) KHVM rendelet Az egyes elkülönített állami pénzalapokról szóló törvény végrehajtásáról [4]
- 32/1992. (XII. 31.) PM rendelet  A Vámtarifa Magyarázatáról szóló 23/1990. (XII. 3.) PM rendelet módosításáról

#### Kormányhatározatok
- 1040/1992. (VII. 29.) Korm. határozat az országos hatáskörű államigazgatási szervek irányításáról és felügyeletéről
- 1047/1992. (IX. 10.) Korm. határozat A Szabadságharcosokért Alapítvány létrehozásáról
- 1068/1992. (XII. 22.) Korm. határozat A Szabadságharcosokért Alapítvány létrehozásáról szóló  1047/1992. (IX. 10.) Korm. határozat módosításáról [7]
- 1069/1992. (XII. 23.) Korm. határozat  Mezőgazdasági főiskolai kar létesítéséről [1]
- 1070/1992. (XII. 29.) Korm. határozat A Borsod-Abaúj-Zemplén és Heves megyei fejlesztési program feladatairól [8]
- 1071/1992. (XII. 30.) Korm. határozat  A Külföldi Újságírókat Tájékoztató Iroda (PRESSINFORM) megszüntetéséről  [3]